# Африкански белоглав морски орел
Африканските белоглави морски орли (Haliaeetus vocifer) са вид едри птици от семейство Ястребови (Accipitridae).

## Разпространение
Разпространени са в по-голямата част от Субсахарска Африка, където обитават в близост до големи открити водоеми.

## Описание
Мъжките достигат маса 2,0 – 2,5 килограма, а женските – 3,2 – 3,6 килограма, размахът на крилете им е съответно до 2,0 и 2,4 метра, а дължината на тялото е към 63 – 75 сантиметра.

## Хранене
Хранят се главно с риба, която улавят, спускайки се към водната повърхност от клоните на близки дървета.